# Ласерски жироскоп
Ласерски жироскоп је оптички уређај (инструмент) за мерење промена угла. Свој рад заснива на Сањаковом и ефекту интерференције светлости. Најчешће је коришћен у инерцијалним навигационим системима. Рад овог жироскопа је први пут експериментално демонстриран 1963. године у САД од стране Мачека и Дејвиса:(енгл. Warren M. Macek, D. T. M. Davis). Ласерски жироскопи имају велики број предности у односу на конвенционалне жироскопе
- Немају покретне делове,
- Једноставне су конструкције,
- Имају велик дијапазон мерења угловних брзина,
- Неосетљивост на убрзања и преоптерећења,
- Излаз је обичну у дигиталном формату,
- Брз одзив — испод 50 ms, што омогућава мерење угаоних померања реда 0,5°/час,
- Висока поузданост и дугачак радни (експлоатациони) век (изнад 30000 радих сати)
- Ниска цена одржавања у односу на карактеристике

Одређивање ротације у простору захтева три прстена, који су распоређени у три међусобно нормалне равни.

## Принцип рада жироскопа са пасивним прстеном
Сноп ласерске светлости који се емитује из једног извора, пада на делимично рефлексивну планпаралелну плочу и дели се на два дела (одбијени и пропуштени): један део пролази кроз плочу (огледало), а други се одбија. Сваки део се усмерава у исту затворену путању, али у супротним смеровима. Ласерски жироскоп је конструисан у облику правоугаоника или трогула, а снопови се одбијају од добро углачаних огледала у теменима. У случају да нема ротације система око осе, онда оба снопа истовремено долазе на улаз фотопријемника, јер прелазе исти пут. Услед ротације, снопови светлости неће прећи путеве истих дужина за исто време, тј. сноп која путује у смеру ротације ће превалити већи пут, а сноп која иде у супротном смеру мањи. Јавиће се фазни помак на излазу. Инерферометријским упоређивањем оба снопа одређује се промена фреквенције која је пропорционална ротацији. Ако се првобитни правац тачно одреди неким другим начином, ласерски жироскоп ће тада регистровати сваку даљњу промену курса.
Целокупна структура, са извором светлости, прстенастим светловодом, огледалима који деле светлост и детекторима светлости се назива Сањаков интерферометар.

## Принцип рада жироскопа са активним прстеном
Најзначајнији део жироскопа са ласерским прстеном, представља ласер са кружним резонатором који се налази унутар прстена. У резонантној шупљини ласера се формирају два снопа, који се простиру у супротним смеровима. Услов резонанције (максимално појачање) који треба задовољи прогресивни светлосни талас је дат изразом mL=λ, где су λ — таласна дужина, L - дужина резонантне шупљине и m — цео број. Отуда ће свака промена у дужини шупљине довести до промене услова појачања, односно до промене таласне дужине на излазу. До промене дужине шупљине, долази при ротирању жироскопа око осе (Сањаков ефекат). Светлосни снопови који се простиру у супротним правцима прелазе различите путеве (нпр. огледала у теменима троугла ће се кретати у сусрет једном снопу па он прелази мање растојање у односу на сноп од којег се огледала удаљују). Фреквенција прогресивних таласа одређена је брзином ротације кружног резонатора у инерцијалном простору. За разлику од жироскопа са паивним прстеном, овде на излазу имамо уместо фазне разлике, разлику у таласним дужинама (односно у фреквенцијама) два снопа које упоређујемо. На основу фреквенцијске разлике таласа који се крећу у супротним смеровима, а која је пропорционална угаоној брзини, могу се непосредно одредити параметри ротације.

## Фибер-оптички жироскоп
Сродан уређај ласерском жироскопу је фибер-оптички жироскоп, који такође ради на основу Сањаковог ефекта, али код кога је прстен фибер-оптичко влакно. Ласерски сноп се убацује споља, и дели се на два контра-пропагирајућа дела. Као у случају жироскопа са пасивним прстеном, ротација система изазива релативни фазни померај између снопова. Мање су осетљиви у односу на жироскоп са активним прстеном, међутим осетљивост се може повећати тако што ће се оптички кабл намотати у већи број прстенова, услед чега ће се мултипликовати Сањаков ефекат.